# Gioventino di Tadino
San Gioventino di Tadino (IV secolo – IV secolo) è stato un vescovo di Tadino ed è venerato come santo dalla Chiesa cattolica.

## Biografia
Arcidiacono del vescovo Facondino nella sede di Tadino nell'Umbria, è ricordato sempre insieme al suo vescovo, nelle preghiere liturgiche e nelle fonti storiche che lo fanno anche suo successore nella cattedra di Tadino, cosa normale in quel tempo per gli arcidiaconi. 
I documenti e le legende lo descrivono come fedelissimo e zelante collaboratore di Facondino, che continua la missione pastorale in mezzo al popolo alla maniera del suo padre e maestro. 
Il suo nome insieme a quelli di Facondino, Pellegrino e Felicita, la martire romana, fu scolpito nel secolo VI in un sarcofago del III secolo conservato ora nella cattedrale di Rimini. Gioventino è raffigurato anche nel polittico del XV secolo, nel museo cittadino della Rocca Flea in Gualdo Tadino, opera delle scuola pittorica eugubina del Nelli. 
Mentre san Facondino è venerato il 28 agosto, san Gioventino il 2 settembre. Le sue reliquie sono state deposte e conservate insieme a quelle di san Facondino nelle varie traslazioni. Dal 1907 sono state separate, perché quelle di san Facondino sono custodite nella chiesa rurale a lui dedicata, mentre quelle di san Gioventino sono state deposte sotto l'altare della cappella di sant'Antonio nella cattedrale di Gualdo Tadino. Durante l'episcopato del vescovo diocesano Virgilio Florenzi (1605-1644) alcune parti sono state portate per essere anche venerate nella cattedrale di Nocera Umbra.